# Aneta Kręglicka
Aneta Beata Kręglicka (sinh ngày 23 tháng 3 năm 1965) là một người mẩu, nhà tạo mẫu, doanh nhân và là Hoa hậu Thế giới đầu tiên người Ba Lan, á hậu 1 hoa hậu quốc tế 1989.

## Sự nghiệp
Cô đã tốt nghiệp các ngành kinh tế của Trường Đại học Gdansk vào năm 2005 cô đã bắt đầu nghiên cứu sau đại học tại Trường Kinh tế Warsaw. Trước đó cô còn là thành viên trong ban nhạc nhảy múa của Trung tâm văn hoá dành cho sinh viên tại Đại học Gdansk.

## Cuộc thi sắc đẹp
Aneta tham dự cuộc thi Hoa hậu Ba Lan năm 1989 và đạt danh hiệu cao nhất, sau đó cô lên đường tham dự cuộc thi Hoa hậu Quốc tế 1989 tại Nhật Bản và cô đã về vị trí thứ nhì và người chiến thắng là Iris Klein đến từ Đức.
Sau khi đạt danh hiệu khá cao tại Hoa hậu Quốc tế cô tiếp tục đến Luân Đôn tham dự cuộc thi Hoa hậu Thế giới vào ngày 22 tháng 11 năm 1989 và đạt danh hiệu Hoa hậu Thế giới đồng thời trở thành cô gái người Đông Âu đầu tiên chiến thắng trong cuộc thi này.
| Tứ đại Hoa hậu (1989)         | Tứ đại Hoa hậu (1989)            | Tứ đại Hoa hậu (1989)      | Tứ đại Hoa hậu (1989)     |
| ----------------------------- | -------------------------------- | -------------------------- | ------------------------- |
| Hoa hậu Hoàn vũ Angela Visser | Hoa hậu Thế giới Aneta Kręglicka | Hoa hậu Quốc tế Iris Klein | Hoa hậu Trái đất không có |